# 滝川りお
滝川 りお（たきがわ りお、1993年7月11日 - ）は、日本のモデル、レースクイーンである。
北海道出身。所属は現在フリー（ア・ライズプロモーションと業務提携）。愛称は「りおりお」「りおたん」。

## 略歴
北海道札幌市生まれ。O型。一人っ子。小学校5年生時、モデルになると決意。学生時代はダンススクールに通い詰め、柔軟性を培う。
高校卒業後上京。2017年からモデル・コンパニオン活動を開始。2018年のSUPER GTで「CARGUY ADA GIRL」としてレースクイーン活動を行う。
2019年8月20日、写真集「Re:0」発売。
企業イベントモデル、コンパニオン業の傍ら、カメラ教室の撮影モデルも精力的にこなす。
現在一般男性と結婚しており、2019年10月に第1子妊娠を発表、翌2020年6月9日に第1子を出産している。

## 人物
- 特技は360度開脚。趣味は神社巡りとお守り収集。[7]また、お気に入りのアニメを繰り返し視聴する事も好み、特にドラゴンボール、セーラームーン、カードキャプターさくらを周回している。[7]
- キャッチフレーズは「令和の癒しカーニバル♪」、合言葉は「令和のRはー？/りおのRー！」。
- 愛犬はパピヨンとチワワの混血犬で名はココ。[7]
- クリスタルデコラティブアーティスト(携帯電話に装飾を施し販売する)資格を持つ。[7]
- 好物はわらび餅を始めとする和菓子。[7]

## 活動

### レースクイーン
| 年     | カテゴリー | チーム名                              | 他メンバー                             |
| ------ | ---------- | ------------------------------------- | -------------------------------------- |
| 2018年 | SUPER GT   | #777 CARGUY RACING「CARGUY ADA GIRL」 | 橘代笑、五十嵐みさ、宮崎彩、芦沢ゆうな |

### イベント
| イベント名                        | 出演年：出演ブース                        |
| --------------------------------- | ----------------------------------------- |
| 東京ゲームショウ                  | 2017年:6waves                             |
| 東京モーターショー                | 2017年:クラリオンブース                   |
| 東京オートサロン                  | 2018年:ルノー・ジャポン 2019年:クラリオン |
| ジャパンアミューズメントエキスポ  | 2019年:エンハート                         |
| Interop Tokyo                     | 2018年:VMware                             |
| 東京ガールズコレクション          | 2018年:SELECT STORE by TGC                |
| ジャパンゴルフフェア              | 2018年:テーラーメイドゴルフ               |
| ワンダーフェスティバル            | 2018年:フリュー                           |
| ハースト ビューティフェスティバル | 2017年:パナソニック                       |

他、ヘアショー、サロンモデル、企業イベント受付多数。写真教室撮影モデルは毎月1-2回の頻度で行っている。

### その他
- ニュージャパンキックボクシング連盟「NJKF2019ラウンドガール」[18]
- 川崎競馬場「おみくじ馬券小町」（2018年・2019年）[19]

### 書籍
- 2019年7月31日 写真集「Re:0 先行版」（出版：Cleopatra写真局/Amazon Kindle）[注 3]
- 2019年8月20日 写真集「Re:0 通常版」（出版：Cleopatra写真局/Amazon Kindle）[注 4]